# Ommata soumourouensis
Ommata soumourouensis là một loài bọ cánh cứng trong họ Cerambycidae.